# Chvojenec
Obec Chvojenec se nachází v okrese Pardubice, kraj Pardubický. Žije zde 835 obyvatel.

## Historie
Při dnešní silnici mezi Chvojencem a Rokytnem stávala již na počátku 14. století tvrz Chvojno, která zpustla v průběhu husitských válek. První písemná zmínka o obci pochází z roku 1336.

## Fotogalerie

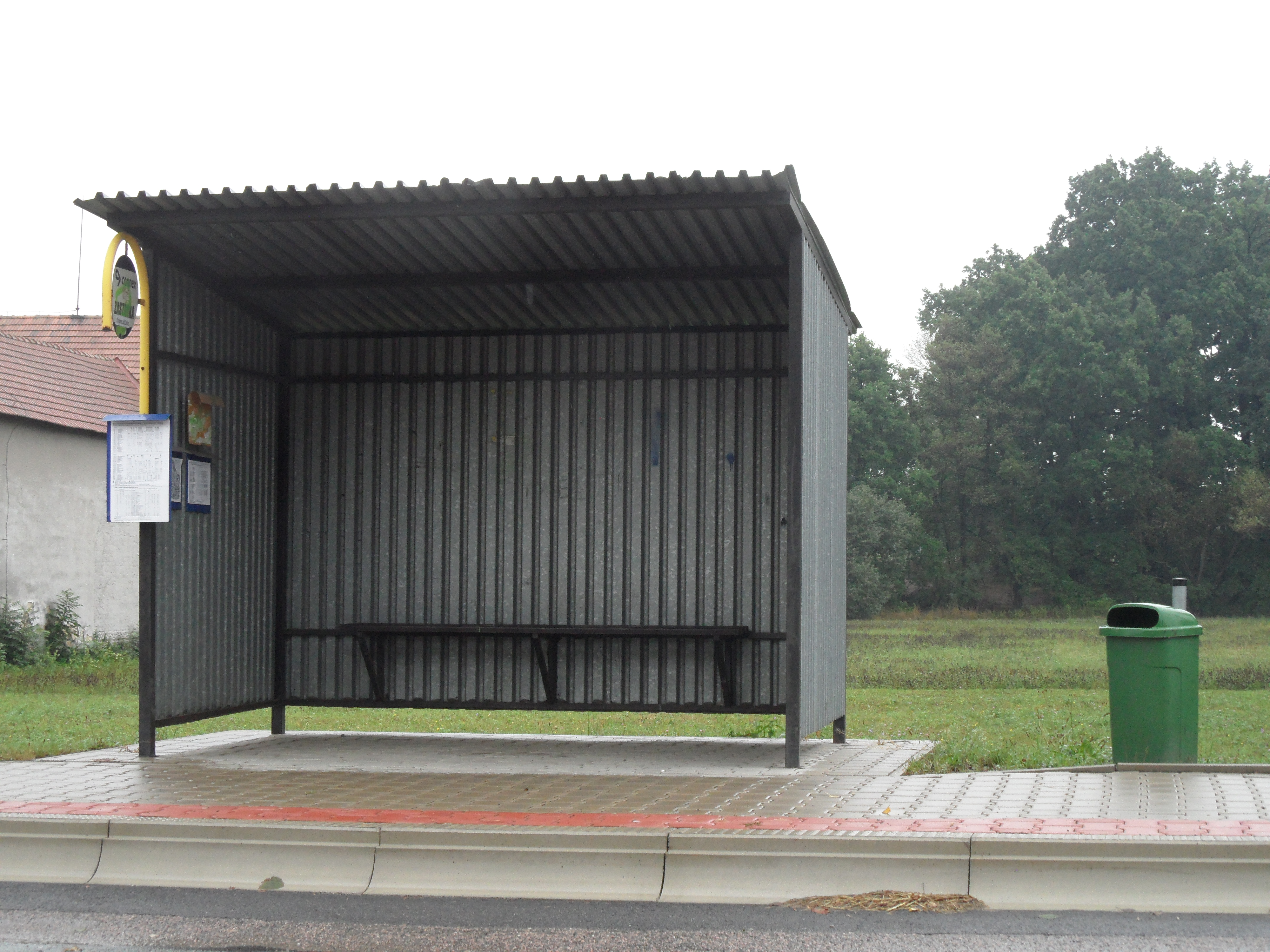
Autobusová zastávka
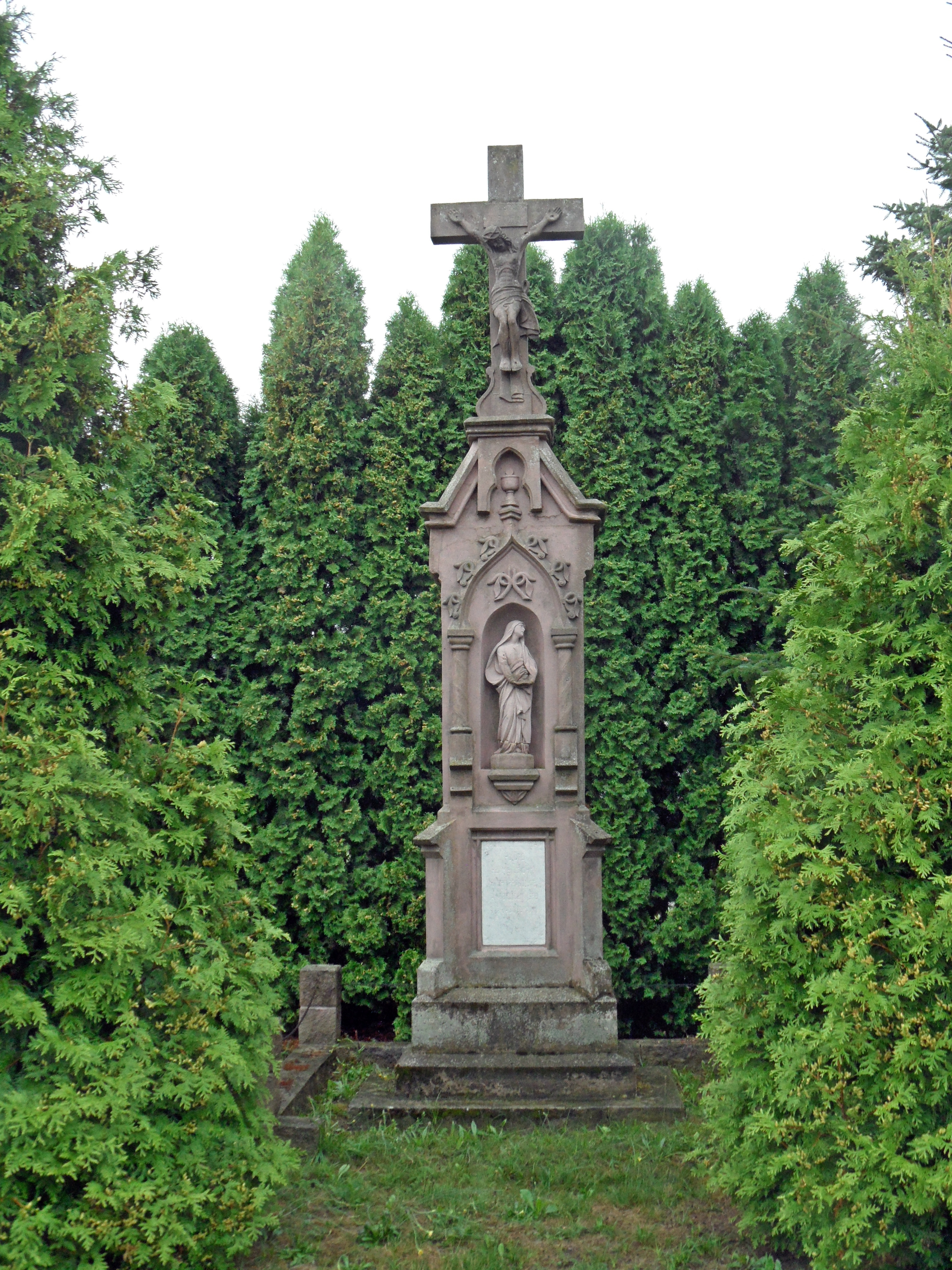
Křížek se soškou
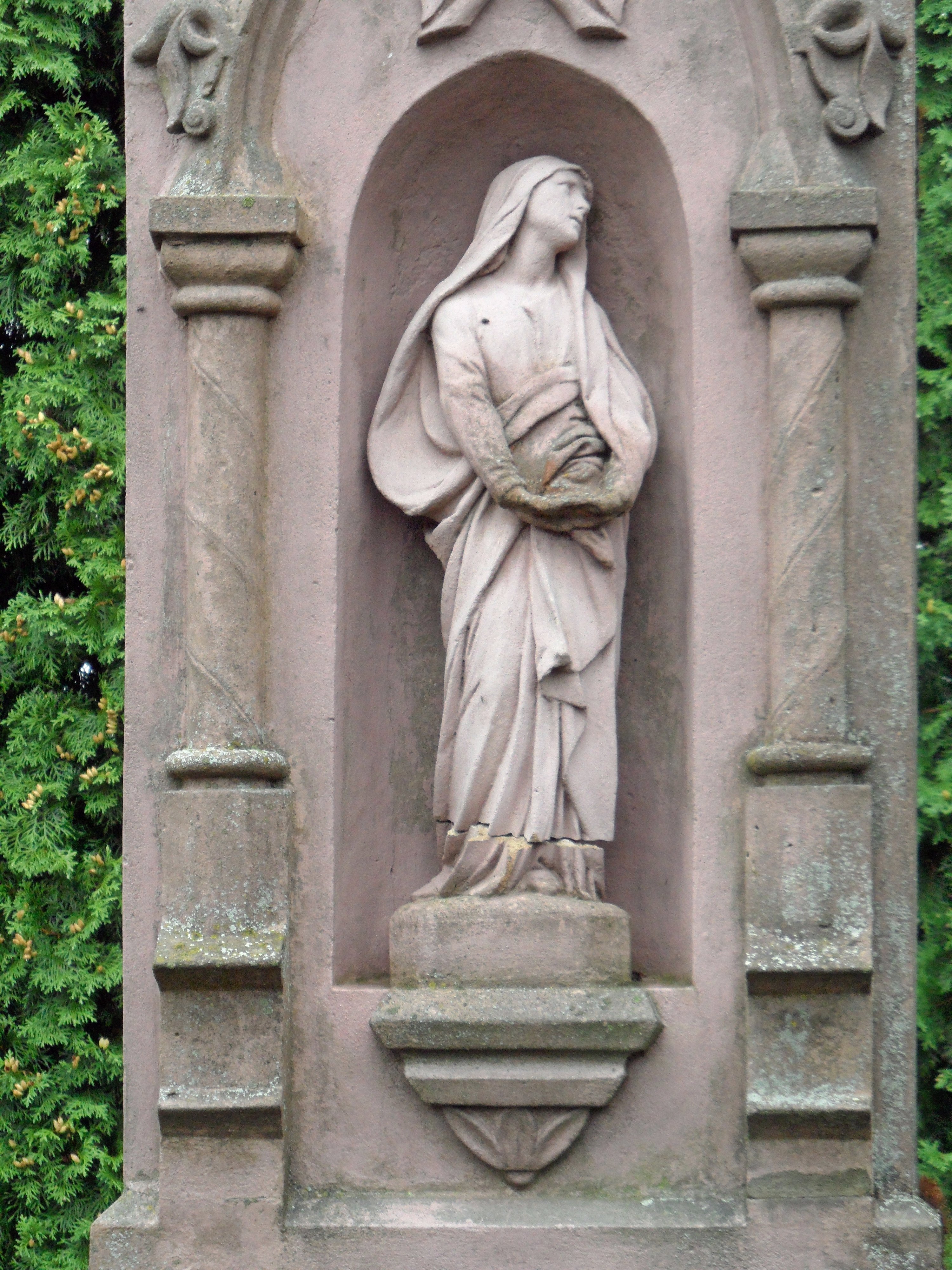
Křížek: detail výklenkové sošky